# José Mauro Valente
José Mauro Valente (* 1. Juli 1969) ist ein ehemaliger brasilianischer Mittelstreckenläufer, der sich auf die 1500-Meter-Distanz spezialisiert hatte.
1990 gewann er Bronze bei den Iberoamerikanischen Meisterschaften, und 1991 siegte er bei den Panamerikanischen Spielen in Havanna.
Bei den Leichtathletik-Hallenweltmeisterschaften 1995 in Barcelona wurde er Neunter. Jeweils Silber holte er bei den Iberoamerikanischen Meisterschaften 1996 und bei den Leichtathletik-Südamerikameisterschaften 1997.
Seine persönliche Bestzeit von 3:38,07 min stellte er am 21. Mai 1994 in São Paulo auf.